# Nova Radio

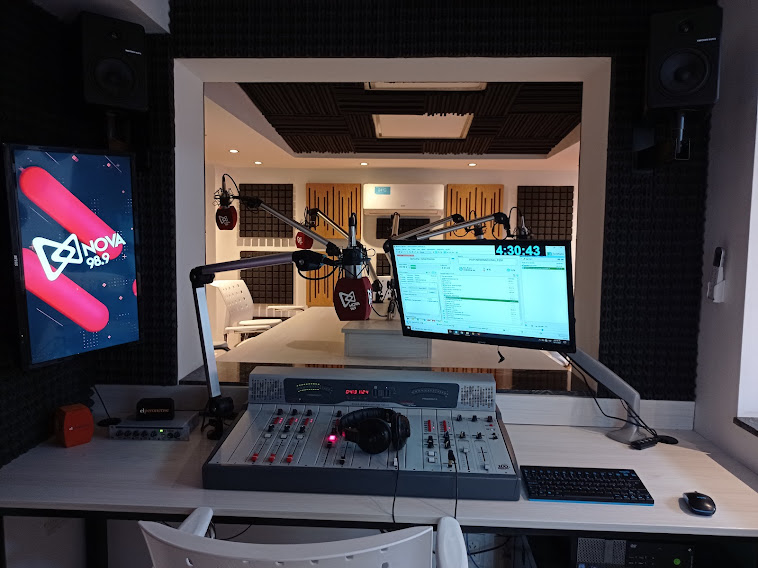
Estudio de Nova Radio

Nova Radio fue una emisora de radio de la provincia de Buenos Aires, que transmite desde la ciudad de Guernica. Pertenece al grupo mediático South Media Group y dirigida por Matías Baigorri. Fue considerada la radio más escuchada de la región sur del AMBA.

## Historia
Fue inaugurada el 27 de agosto de 2020, Día de la Radio en Argentina, en pleno aislamiento por la pandemia de Covid-19, aunque desde abril del mismo año se realizaban las primeras pruebas de aire.
Los estudios se encuentran ubicados en la calle Democracia 229, en la ciudad de Guernica, Partido de Presidente Perón.